# 六角國際集團
六角國際事業股份有限公司（La Kaffa International CO., Ltd，簡稱六角國際餐飲集團）是一家臺灣的餐飲事業集團企業，總部位於臺灣新竹縣竹北市，由王耀輝等人創立於2004年。該企業旗下有日出茶太、春上布丁蛋糕、烘焙密碼、ZenQ、六角咖啡等。另有2016年8月成立的子公司-王座國際餐飲集團，管理或代理旗下杏子日式豬排、段純貞牛肉麵、大阪王將、京都勝牛等多個餐飲品牌。

## 歷史
2004年4月20日，六角國際事業股份有限公司設立於新竹市，推出La Kaffa專業外帶咖啡店。
2005年，成立「Chatime日出茶太」。2007年，成立「ZenQ仙Q甜品專賣店」。
2008年，日出茶太進軍中國成立上海辦公室。
2016年，六角國際在台衝刺餐飲品牌，首季推出「段純貞牛肉麵」。段純貞牛肉麵是新竹起家，以四川口味的麻辣牛肉麵為口感，與台灣口味牛肉麵做出區隔。
2017年，收購新竹名店「春上布丁蛋糕」，取得品牌經營權，保留現有經營團隊及品牌狀況下，加入六角提供的產品研發、展店技術服務等資源。取得大阪王將台灣代理權在台灣開分店，於3月28日在台南開設台灣1號店。7月27日，跟馬爾地夫的合作夥伴Strada Pvt Ltd.餐飲集團，馬爾地夫開Chatime日出茶太分店。7月28日，代理的人氣牛肉麵店「段純貞」積極投資海外開分店，最快2017年底就會在上海開出第一家海外直營店。
2018年，創立「初念」個人鍋專賣。獲得京都勝牛台灣代理權，並於10月5日於台北新光三越A11百貨開設台灣1號店。
2025年1月，以新台幣2.72億元收購台南茶品牌翰林茶館。

## 組織架構

### 經營層
- 股東會
- 董事會
  - 稽核室
- 董事長王耀輝
  - 董事長室(法務)
- 總經理王耀輝兼任

### 業務單位
- 營運中心
  - 烘焙事業處
  - 輕食事業處
  - 茶飲事業處
  - 開發暨營建工程處
  - 行銷企劃處
  - 資訊部
- 產品管理處
- 供應統籌處
- 中國事業處
- 國際業務管理處
- 行政財務處
- 人力資源處

## 品牌

### 六角國際
- Chatime日出茶太[4]
- Bak.Code 烘焙密碼[5]
- 春上布丁蛋糕[6]
- 英格莉莉
- 仙Q冰菓室[7]
- 茶時光 Chatime Lounge
- lakaffa 六角咖啡
- Bak.Code 烘焙密碼
- ZenQ 冰菓室
- 初念個人鍋物

### 王座國際餐飲
- DuanChunZhen 段純貞牛肉麵[8]
- 杏子日式豬排(台灣)[9]
- OSAKA OHSHO Taiwan 大阪王將(台灣)[10]
- 京都勝牛 (台灣)[11]
- 橋村炸雞
- 杏美小食堂
- 王座超市

## 活動贊助
- 日出茶太菁英盃籃球邀請賽[12]

## 外部連結
- （繁體中文） 六角國際官網 （页面存档备份，存于）
- Chatime日出茶太 （页面存档备份，存于）
- Bak.Code 烘焙密碼 （页面存档备份，存于）
- 春上布丁蛋糕 （页面存档备份，存于）
- Engolili英格莉莉
- 仙Q冰菓室 （页面存档备份，存于）
- 段純貞牛肉麵 （页面存档备份，存于）
- 杏子日式豬排(台灣) （页面存档备份，存于）
- OSAKA OHSHO Taiwan 大阪王將(台灣) （页面存档备份，存于）
- 京都勝牛 (台灣) （页面存档备份，存于）